# 블러디 메리 (칵테일)

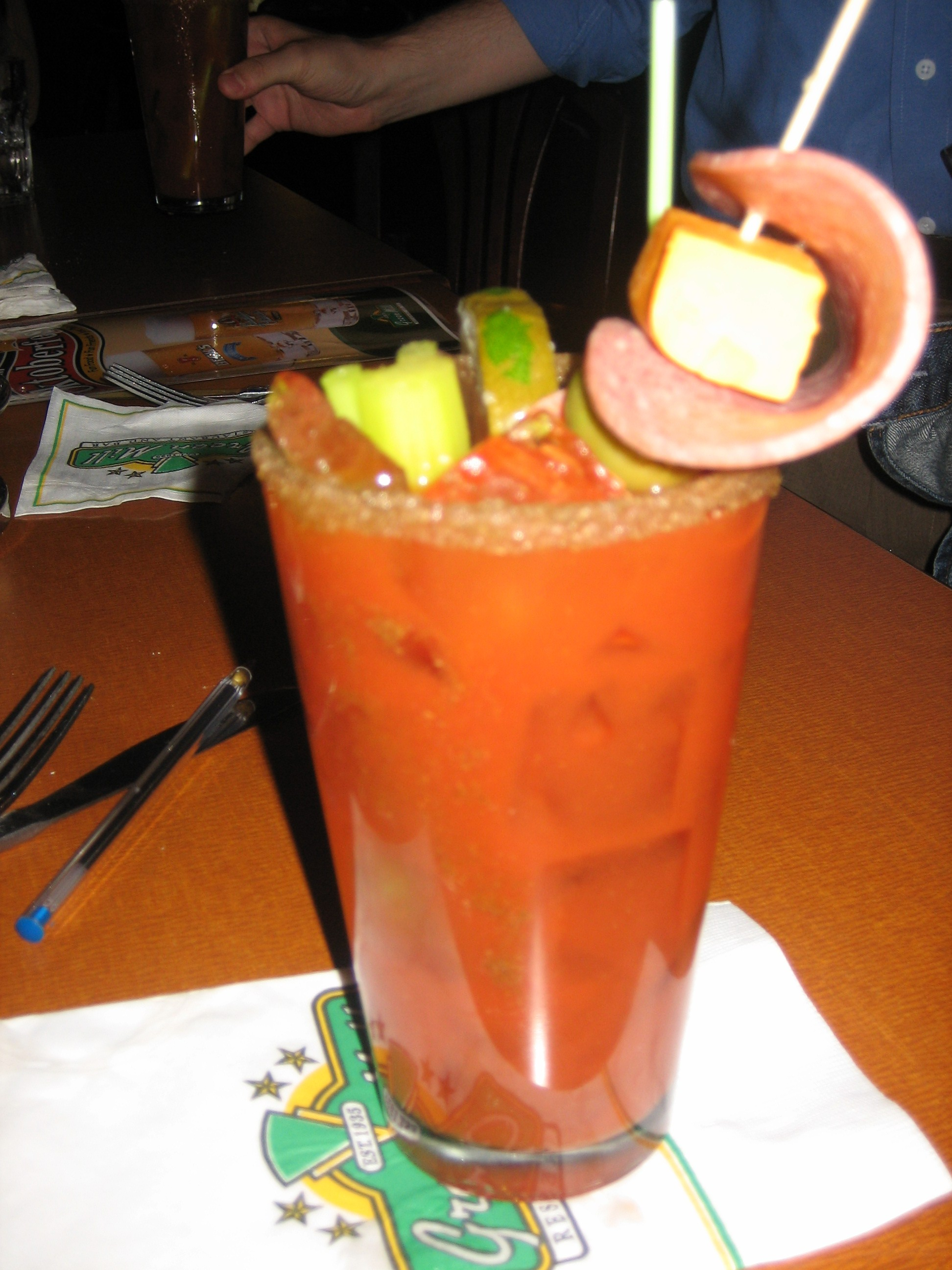
블러디 메리

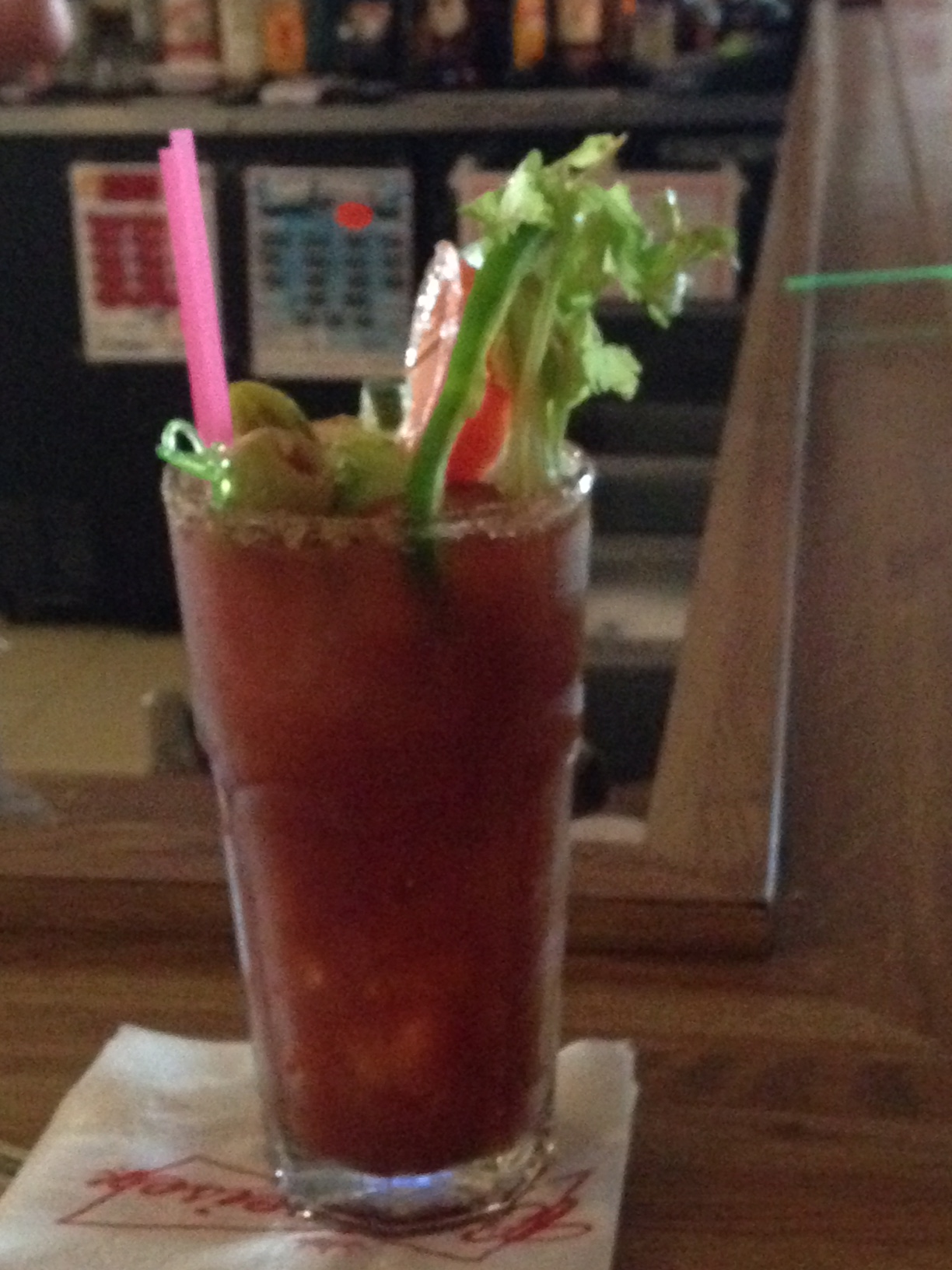
블러디 메리

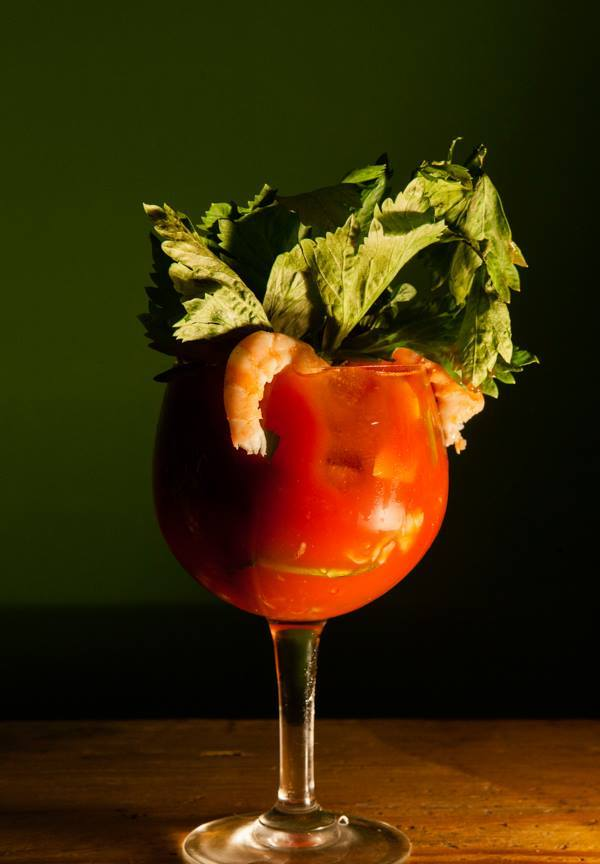
씨푸드 블러디 메리(Seafood Bloody Mary)

블러디 메리(영어: Bloody Mary)는 칵테일의 한 종류이다. 보드카, 토마토 주스, 기타 향료의 조합을 포함하는 칵테일로서 우스터셔 소스, 매운 소스, 마늘, 허브, 서양고추냉이, 셀러리, 올리브, 소금, 검은 후추, 레몬 주스, 라임 쥬스 또는 셀러리 소금을 첨가하여 만든다.

## 같이 보기
- 미첼라다